# Hans Holmen
Pour les articles homonymes, voir Holmen.
Hans Holmen (né en 1878 à Holmen et mort en 1958) est un peintre et sculpteur norvégien.
Hans Holmen fit ses études à l'école d'art Harriet Backer à Kristiania puis à l'école d'art Zahrtmanns à Copenhague. Il a fait ses débuts au Salon national d'art en 1902.
Sa renommée de portraitiste le conduit en Angleterre et en France où il a particulièrement étudié la sculpture dans les musées. Par la suite, il s'est dirigé de plus en plus vers cette forme d'expression sans pour autant oublier la peinture. Après la Première Guerre mondiale, il s'installe à Sandefjord.

## Œuvres
- Sculpture du pasteur et écrivain Magnus Brostrup Landstad (1928) Sandefjord
- "Myllarguten" (1940)  Nordagutu
- Buste de Harald Sohlberg,  Røros